# Therioplectes tricolor
Therioplectes tricolor är en tvåvingeart som beskrevs av Philipp Christoph Zeller 1842. Therioplectes tricolor ingår i släktet Therioplectes och familjen bromsar. Inga underarter finns listade i Catalogue of Life.